# 3C 454.3
3C 454.3 es un blazar (un tipo de cuásar con un jet orientado hacia la Tierra) localizado fuera del plano galáctico. Está situado en la constelación de Pegaso. Es una de las fuentes de rayos-gamma más brillantes del firmamento, el más llameante, el doble que el púlsar de la Vela en nuestra galaxia. Es muy brillante a las radiofrecuencias.
Está muy cerca de Markab (Alfa Pegasi). Marcó una magnitud de 13.4 en junio del 2014.

## Historia
En julio y en agosto del 2007, el blazar llameó a unos niveles históricos, batiendo récords de otros blazares. El Telescopio espacial Spitzer y el Observatorio Chandra de Rayos X estaban bastante preparados para hacer más observaciones simultáneas. Swift Spacecraft, RXTE y AGILE Spacecraft fueron los telescopios con los que también hicieron observaciones por todo el mundo.

## Imágenes externas
- «Gamma ray large sky map with five objects indicated, including 3C 454.3». (enlace roto disponible en Internet Archive; véase el historial, la primera versión y la última).